# Тисячоліття монетного карбування в Києві (срібна монета)
«Тисячолі́ття моне́тного карбува́ння в Ки́єві» — срібна ювілейна монета номіналом 20 гривень, випущена Національним банком України. Присвячена першому карбуванню монет Київської Русі — златників і срібників наприкінці Х — на початку ХІ ст. — за часів князя київського Володимира Великого.
Монету введено до обігу 5 листопада 2008 року. Вона належить до серії «Інші монети».
На конкурсі «Найкраща монета року України», яку НБУ проводив у 2005-2022 роках, монета здобула перемогу в номінації «Унікальне ідейне рішення».

## Опис та характеристики монети
| Номінал грн. | Метал            | Маса, грам   | Діаметр, мм. | Якість виготовлення | Гурт                 | Тираж, штук |
| ------------ | ---------------- | ------------ | ------------ | ------------------- | -------------------- | ----------- |
| 20           | срібло 925 проби | 62,2 / 67,25 | 50           | пруф                | секторальне рифлення | 5 000       |

### Аверс
На аверсі монети розміщено: угорі — малий Державний Герб України, напис півколом «НАЦІОНАЛЬНИЙ БАНК УКРАЇНИ», композицію з монет — локально позолочений златник (вміст золота 0,0004 г.) та срібники (праворуч), фрагмент реконструкції древнього Києва (ліворуч), під яким — позначення металу, його проби — «Ag 925», маса в чистоті — «62,2», номінал монети — «20»/«ГРИВЕНЬ», рік карбування монети — «2008», а також логотип Монетного двору Національного банку України.

### Реверс

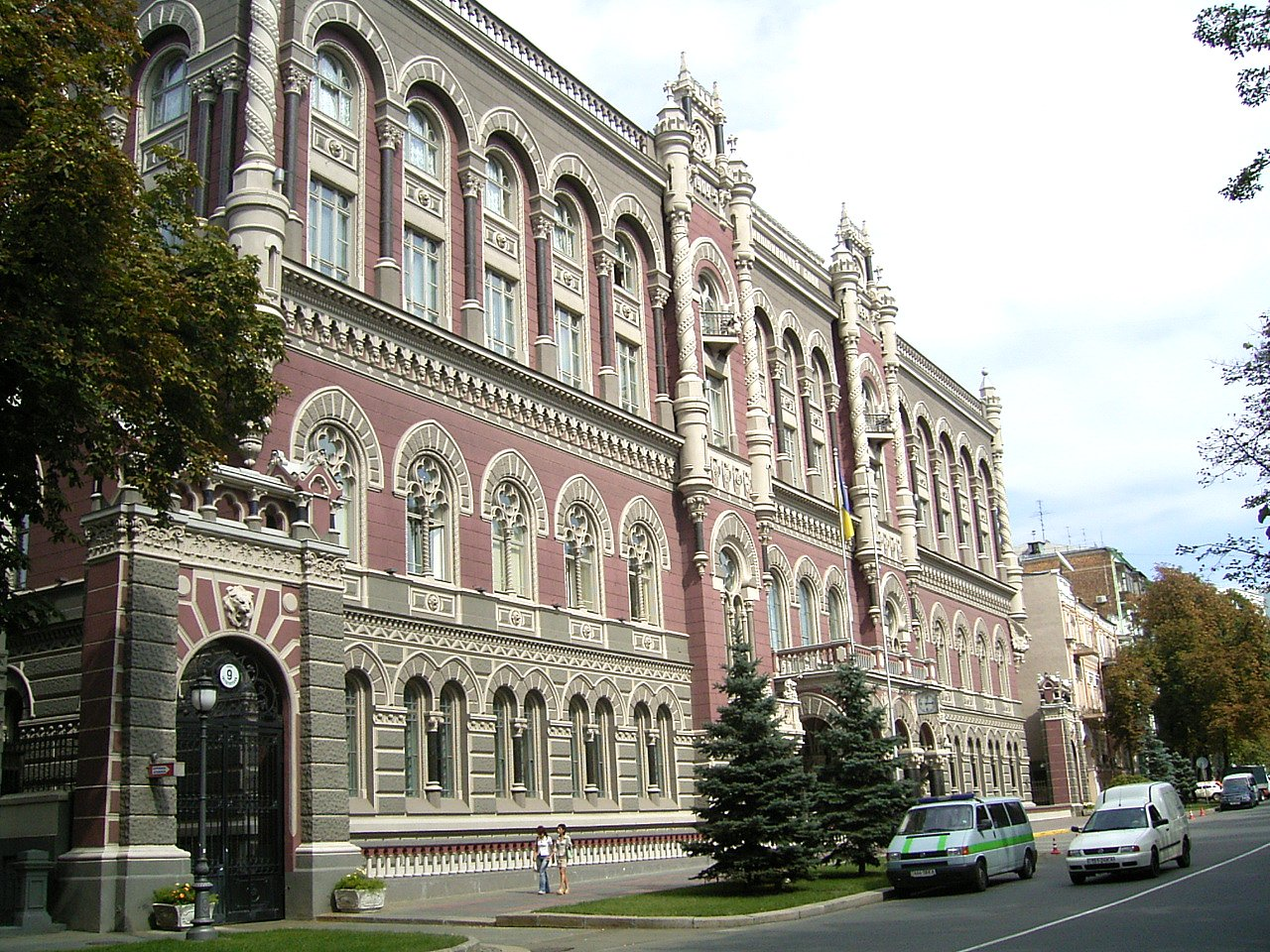
Будівля Національного банку України

На реверсі монети зображено сцену карбування монети та розміщено напис «ТИСЯЧОЛІТТЯ»/«МОНЕТНОГО КАРБУВАННЯ»/«У КИЄВІ».

## Автори
- Художники: Борис Груденко, Святослав Іваненко.
- Скульптор — Володимир Дем'яненко.

## Вартість монети
Ціна монети — 1761 гривня, була вказана на сайті Національного банку України 2018 року.
Фактична приблизна вартість монети з роками змінювалася так:
| Рік        | 2010 | 2011  | 2012  | 2013  | 2014  | 2015  | 2016  | 2017  | 2018  | 2019  | 2020  | 2021  | 2022  | 2023  | 2024  |
| ---------- | ---- | ----- | ----- | ----- | ----- | ----- | ----- | ----- | ----- | ----- | ----- | ----- | ----- | ----- | ----- |
| Ціна, грн. | 850  | 1 000 | 1 150 | 1 200 | 1 050 | 1 150 | 2 500 | 2 000 | 2 100 | 2 000 | 2 000 | 3 300 | 3 500 | 5 400 | 9 300 |